# ولیکو پولیه، اسلوونی
ولیکو پولیه، اسلوونی (اسلوونیایی: Veliko Polje, Slovenia) یک زیستگاه انسانی در اسلوونی است که در Slovenian Littoral واقع شده‌است.

## خصوصیات
ولیکو پولیه ۵٫۳۹ کیلومترمربع مساحت و ۶۲ نفر جمعیت دارد و ۵۵۶٫۱ متر بالاتر از سطح دریا واقع شده‌است.